# 拉滕 (下萨克森州)
拉滕是德国下萨克森州的一个市镇。总面积38.02平方公里，总人口6000人，其中男性2959人，女性3041人（2011年12月31日），人口密度158人/平方公里。